# Sonia
Sonia  è un nome proprio di persona italiano femminile.

## Varianti
- Femminili: Sonya[3], Sonja[3]
- Maschili: Sonio[3]

### Varianti in altre lingue
- Ceco: Soňa[1]
- Croato: Sonja[1]
- Danese: Sonja[1]
- Finlandese: Sonja[1]
- Inglese: Sonya[1], Sonia[1]
- Macedone: Соња (Sonja)[1]
- Norvegese: Sonja[1]
- Portoghese: Sonia[1], Sônia
- Rumeno: Sonia[1]
- Russo: Соня (Sonja)[1][2][3]
- Serbo: Соња (Sonja)[1]
- Slovacco: Soňa[1]
- Sloveno: Sonja[1]
- Spagnolo: Sonia[1]
- Svedese: Sonja[1]
- Tedesco: Sonja[1], Sonje[1]
- Ungherese: Szonja[1]

## Origine e diffusione
È un adattamento del nome russo Соня (Sonja), che è un ipocoristico di Софья (Sof'ja, cioè Sofia).
Questo nome venne utilizzato in diverse opere russe di grande successo, come Delitto e castigo di Dostoevskij (1866), Guerra e pace di Tolstoj (1865) e Zio Vanja di Čechov (1899), diffondendosi così in tutta Europa; in Italia è attestato un po' prima verso la fine del 1800, ed è ad oggi sparso nel Centro e nel Nord, specialmente in Toscana; anche in Scandinavia era popolare nella prima metà del XX secolo.

## Onomastico
L'onomastico si festeggia lo stesso giorno del nome Sofia, ossia generalmente il 30 settembre in onore di santa Sofia, martire a Roma con le sue tre figlie.

## Persone
- Sonia, cantante italiana
- Sonia Alfano, politica italiana
- Sonia Aquino, attrice italiana
- Sonia Bergamasco, attrice italiana
- Sonia Bo, compositrice italiana

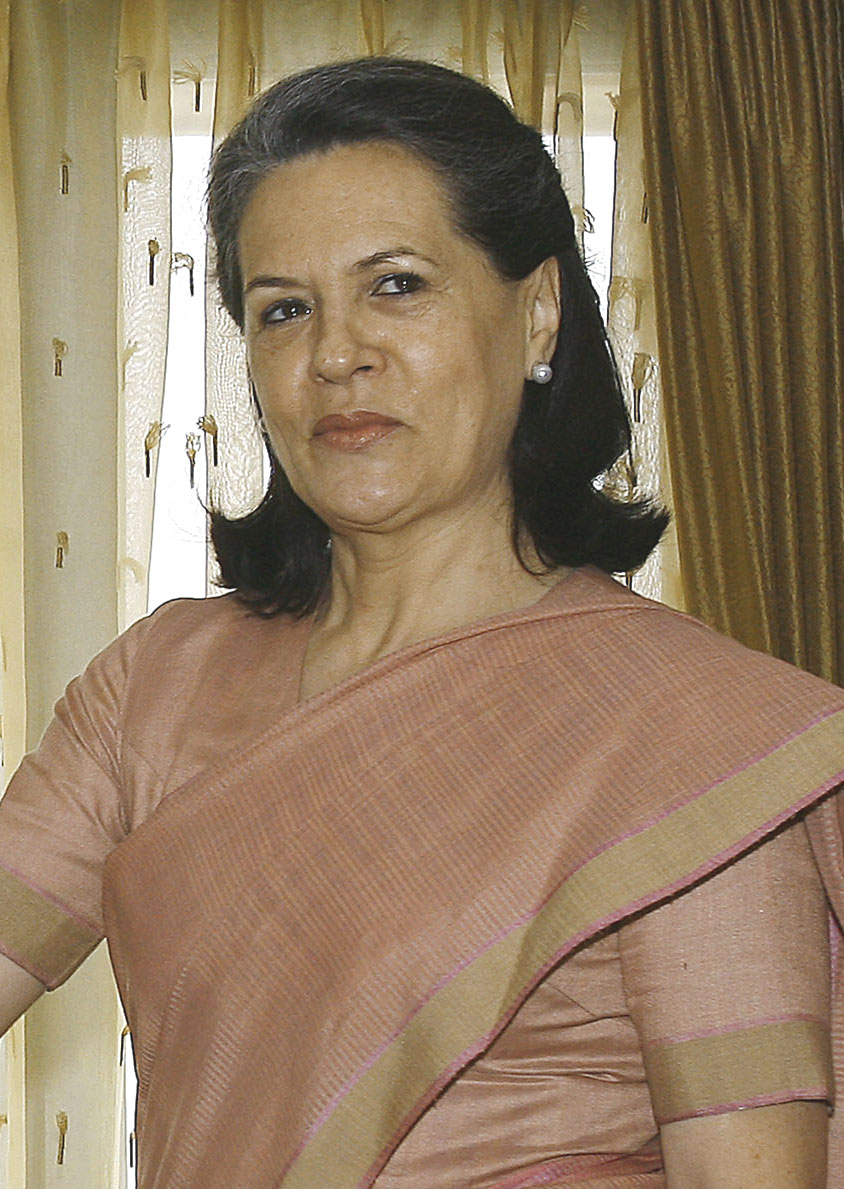
Sonia Gandhi

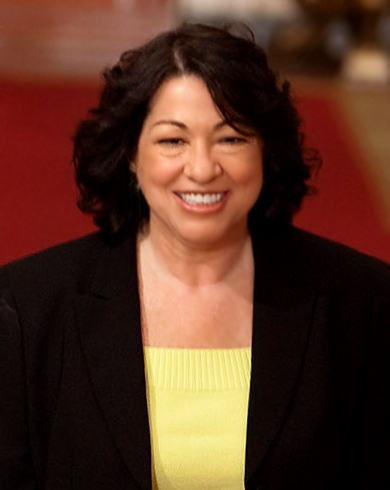
Sonia Sotomayor

- Sonia Ganassi, mezzosoprano italiana
- Sonia Gandhi, politica indiana, di origine italiana
- Sonia Gentili, filologa e scrittrice italiana
- Sonia Grey, conduttrice televisiva, attrice e showgirl italiana
- Sonia Masini, politica italiana
- Sonia Petrovna, attrice francese
- Sonia Prina, contralto italiana
- Sonia Rykiel, stilista francese
- Sonia Sanchez, poetessa statunitense
- Sonia Scotti, attrice, doppiatrice, direttrice del doppiaggio e cantante italiana
- Sonia Sotomayor, magistrato statunitense
- Sonia Terk Delaunay, pittrice ucraina

### Variante Sonja
- Sonja Bertram, attrice tedesca

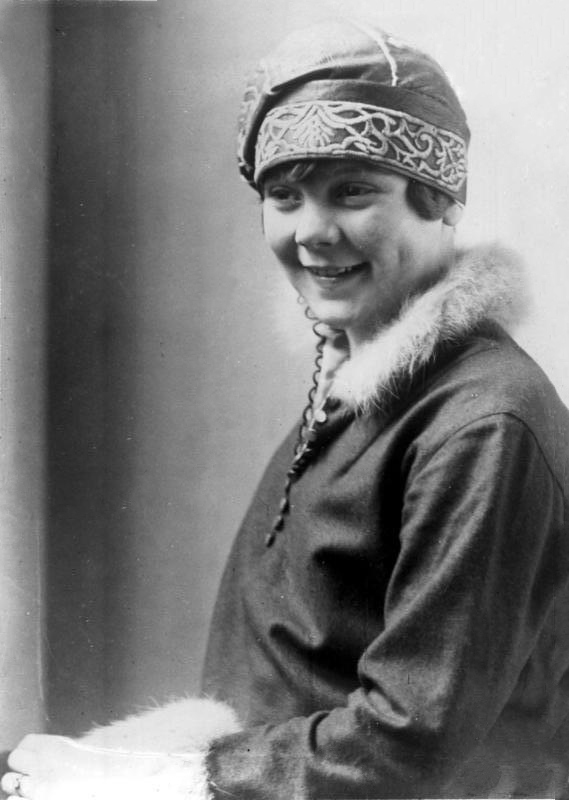
Sonja Henie

- Sonja Deutsch, attrice e doppiatrice tedesca
- Sonja Graf, scacchista tedesca naturalizzata statunitense
- Sonja Haraldsen, regina di Norvegia
- Sonja Henie, pattinatrice artistica su ghiaccio, attrice e collezionista d'arte norvegese
- Sonja Lumme, cantante finlandese
- Sonja Nef, sciatrice alpina svizzera
- Sonja Percan, pallavolista croata

### Altre varianti
- Sônia Benedito, pallavolista brasiliana
- Sônia Braga, attrice brasiliana
- Soňa Mihoková, biatleta slovacca
- Sonya Noskowiak, fotografa tedesca
- Sonya Walger, attrice britannica

## Il nome nelle arti
- Sonya Blade è un personaggio della serie videoludica Mortal Kombat.
- Sonia Campo è un personaggio della soap opera Un posto al sole.
- Sonja Marmeladova è la protagonista del romanzo di Fëdor Dostoevskij Delitto e castigo.
- Sonja Rostova è un personaggio del romanzo di Lev Tolstoj Guerra e pace.
- Sonja Serebrjakova è un personaggio del dramma di Anton Čechov Zio Vanja.
- Sonia è un personaggio della serie videoludica Psychic Force
- Sonia è una canzone di Patrick Juvet.
- Sonia è una canzone di Julio Jaramillo.
- Sonia è una canzone di Leo Jaime (cover di Sunny)
- Sonia è un personaggio di Pokémon.